# Rutiodon
Il rutiodonte (gen. Rutiodon) è un rettile arcosauriforme estinto appartenente al gruppo dei fitosauri, che vissero nel Triassico in America ed Europa. Era lungo tra i 3 e i 8 m.
Come tutti i membri del suo ordine, il Rutiodon somigliava molto a un coccodrillo, ma non gli era per niente affine e aveva le narici non sull'estremità del muso, ma vicino agli occhi. Il suo corpo era protetto da pesanti piastre ossee e le sue mascelle erano irte di denti affilati. Probabilmente usava il suo muso come quello del gaviale, ovvero per catturare pesci, anche se talvolta non disdegnava di attaccare rettili che si abbeveravano sulle rive dei fiumi, come il Coelophysis e il Desmatosuchus. Anche se in acqua era letale, sulla terraferma era certamente lento e goffo.

## Collegamenti esterni

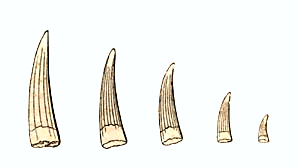
Denti di Rutiodon